# Long Train Runnin'
Long Train Runnin’ (ook wel Long Train Running genoemd, met of zonder toevoeging van de hookline Without love) is een nummer van de Amerikaanse groep The Doobie Brothers. Het is geschreven door zanger/gitarist Tom Johnston voor het album The Captain and Me uit 1973. Op 28 masrt dat jaar werd het nummer eerst in de VS en Canada op single uitgebracht. In mei volgden Europa, Australië, Nieuw-Zeeland en Zuud-Afrika.

## Achtergrond
Het nummer is van oorsprong een titelloze jam die al improviserende werd gespeeld bij concerten. Volgens Johnston was de werktitel eerst Rosie Pig Moseley en later Osborn. “Ik wou het eigenlijk niet opnemen, voor mij was het gewoon een akkoordenschema zonder toegevoegde waarde; maar (producer) Ted Templeman dacht daar anders over.” Behalve zang en slaggitaar neemt Johnston ook de harmonicasolo voor zijn rekening.
De plaat werd in een aantal landen een radiohit. In thuisland de VS bereikte de plaat de 8e positie in de Billboard Hot 100, in Canada de 8e, Australië de 58e, Nieuw-Zeeland de 15e enZuid-Afrika de 11e. 
In Nederland werd de plaat op zaterdag 5 mei 1973 verkozen tot de 182e Alarmschijf van week 19 op Radio Veronica en werd een radiohit. De plaat bereikte de 12e positie in de Veronica Top 40. In de publieke hitlijst; de Hilversum 3 Top 30 / Daverende Dertig op Hilversum 3 werd de 10e positie behaald en stond de plaat vijf weken genoteerd. 
In België werd géén notering behaald in zowel de voorloper van de Vlaamse Ultratop 50 als de Vlaamse Radio 2 Top 30 en de Waalse hitlijst. 
Sinds de allereerste editie in december 1999 staat de plaat onafgebroken genoteerd in de jaarlijkse NPO Radio 2 Top 2000 van de Nederlandse publieke radiozender NPO Radio 2, met als hoogste notering een 924e positie in 1999.

## Live-uitvoeringen zonder Tom Johnston
Tussen 1975 en 1982 - de rest van de oorspronkelijke bestaansperiode - maakte Johnston geen deel uit van de Doobie Brothers vanwege zijn moeizame ziekteherstel. In eerste instantie zong plaatsvervanger Michael McDonald toen het lied, maar vanaf 1979 werd dit overgenomen door Cornelius Bumpus. Deze zanger/pianist had eenzelfde stembereik als Johnston, alleen soleerde hij op de saxofoon in plaats van op de harmonica. Na de reünieconcerten van 1987 maakten de Doobie Brothers een doorstart in de bezetting met Johnston.

## Andere uitvoeringen
- In 1982 werd het uitgebracht door de Italiaanse band Traks.
- In 1991 werd het een hit voor de Britse meidengroep Bananarama.
- In 1993 werd het origineel opnieuw uitgebracht in een remix; het haalde de 7e plaats in de Britse hitlijst, en de 32e in de Vlaamse Ultratop 50.

## Hitnoteringen

### Nederlandse Top 40
| Hitnotering: 12-05-1973 t/m 16-06-1973 | Hitnotering: 12-05-1973 t/m 16-06-1973 | Hitnotering: 12-05-1973 t/m 16-06-1973 | Hitnotering: 12-05-1973 t/m 16-06-1973 | Hitnotering: 12-05-1973 t/m 16-06-1973 | Hitnotering: 12-05-1973 t/m 16-06-1973 | Hitnotering: 12-05-1973 t/m 16-06-1973 | Hitnotering: 12-05-1973 t/m 16-06-1973 |
| Week                                   | 1                                      | 2                                      | 3                                      | 4                                      | 5                                      | 6                                      |                                        |
| -------------------------------------- | -------------------------------------- | -------------------------------------- | -------------------------------------- | -------------------------------------- | -------------------------------------- | -------------------------------------- | -------------------------------------- |
| Positie                                | 21                                     | 12                                     | 13                                     | 19                                     | 32                                     | 38                                     | uit                                    |

### Hilversum 3 Top 30 / Daverende Dertig
| Hitnotering: 12-05-1973 t/m 09-06-1973 | Hitnotering: 12-05-1973 t/m 09-06-1973 | Hitnotering: 12-05-1973 t/m 09-06-1973 | Hitnotering: 12-05-1973 t/m 09-06-1973 | Hitnotering: 12-05-1973 t/m 09-06-1973 | Hitnotering: 12-05-1973 t/m 09-06-1973 | Hitnotering: 12-05-1973 t/m 09-06-1973 |
| Week                                   | 1                                      | 2                                      | 3                                      | 4                                      | 5                                      |                                        |
| -------------------------------------- | -------------------------------------- | -------------------------------------- | -------------------------------------- | -------------------------------------- | -------------------------------------- | -------------------------------------- |
| Positie                                | 21                                     | 14                                     | 10                                     | 15                                     | 22                                     | uit                                    |

### NPO Radio 2 Top 2000
| Nummer met noteringen in de NPO Radio 2 Top 2000 | '99 | '00  | '01 | '02  | '03  | '04  | '05  | '06  | '07  | '08  | '09  | '10  | '11  | '12  | '13  | '14  | '15  | '16  | '17  | '18  | '19  | '20  | '21  | '22  | '23  | '24  |
| ------------------------------------------------ | --- | ---- | --- | ---- | ---- | ---- | ---- | ---- | ---- | ---- | ---- | ---- | ---- | ---- | ---- | ---- | ---- | ---- | ---- | ---- | ---- | ---- | ---- | ---- | ---- | ---- |
| Long Train Runnin'                               | 924 | 1276 | 991 | 1278 | 1125 | 1049 | 1205 | 1351 | 1562 | 1289 | 1459 | 1367 | 1598 | 1637 | 1481 | 1608 | 1740 | 1666 | 1496 | 1800 | 1741 | 1799 | 1993 | 1715 | 1927 | 1463 |

1. ↑  Een vetgedrukt getal geeft de hoogste notering aan.